# Средняя Ушма
Средняя Ушма  — поселок в Балтасинском районе Татарстана. Входит в состав Малолызинского сельского поселения.

## География
Находится в северо-западной части Татарстана на расстоянии приблизительно 3 км на юго-запад по прямой от районного центра поселка Балтаси.

## История
Основан в середине XVIII века, до 1920 года входил в состав села Малые Лызи. В 1876 году здесь уже было 7 домов.

## Население
Постоянных жителей было: в 1926 — 52, в 1938 — 58, в 1958 — 40, в 1970 — 47, в 1979 — 71, в 1989—103, в 2002 году 36 (удмурты 82 %), в 2010 году 40.